# Al-Suwaydah, Masyaf
As-Suwayda (tiếng Ả Rập: السويدة, cũng đánh vần là Soweideh hoặc Sweideh hoặc Swaida) là một ngôi làng Syria nằm trong Tiểu khu Masyaf ở quận Masyaf, nằm ở phía tây Hama. Theo Cục Thống kê Trung ương Syria (CBS), As-Suwayda có dân số 2.703 trong cuộc điều tra dân số năm 2004. Cư dân của nó chủ yếu là Alawites.